# Герстборн-Ейкерс (Кентуккі)
Герстборн-Ейкерс (англ. Hurstbourne Acres) — місто (англ. city) в США, в окрузі Джефферсон штату Кентуккі. Населення — 1957 осіб (2020).

## Географія
Герстборн-Ейкерс розташований за координатами 38°13′13″ пн. ш. 85°35′26″ зх. д. / 38.22028° пн. ш. 85.59056° зх. д. (38.220205, -85.590655).  За даними Бюро перепису населення США в 2010 році місто мало площу 0,90 км², з яких 0,90 км² — суходіл та 0,00 км² — водойми.

## Демографія
Згідно з переписом 2010 року, у місті мешкало 1811 особа в 996 домогосподарствах у складі 384 родин. Густота населення становила 2019 осіб/км².  Було 1065 помешкань (1188/км²).
Расовий склад населення:
| - 65,6 % — білих - 17,8 % — азіатів - 10,5 % — чорних або афроамериканців - 0,2 % — корінних американців - 3,9 % — осіб інших рас |

До двох чи більше рас належало 1,9 %. Частка іспаномовних становила 8,7 % від усіх жителів.
За віковим діапазоном населення розподілялося таким чином: 12,3 % — особи молодші 18 років, 78,4 % — особи у віці 18—64 років, 9,3 % — особи у віці 65 років та старші. Медіана віку мешканця становила 29,9 року. На 100 осіб жіночої статі у місті припадало 94,9 чоловіків;  на 100 жінок у віці від 18 років та старших — 96,8 чоловіків також старших 18 років.
Середній дохід на одне домашнє господарство  становив 61 497 доларів США (медіана — 52 011), а середній дохід на одну сім'ю — 68 400 доларів (медіана — 53 382). Медіана доходів становила 51 726 доларів для чоловіків та 46 016 доларів для жінок. За межею бідності перебувало 12,2 % осіб, у тому числі 17,2 % дітей у віці до 18 років та 2,6 % осіб у віці 65 років та старших.
Цивільне працевлаштоване населення становило 1090 осіб. Основні галузі зайнятості: науковці, спеціалісти, менеджери — 24,9 %, фінанси, страхування та нерухомість — 17,4 %, виробництво — 16,5 %.